# Luis de Santángel
Luis de Santángel  (Daroca o Valencia, 1438 o 1439-Alcalá de Henares, 1498) fue un prestamista, escribano y mercader encargado de los asuntos financieros del rey Fernando el Católico. Desempeñó un papel decisivo en el primer viaje de Cristóbal Colón, ya que consiguió convencer a los Reyes Católicos para que aceptasen el proyecto y él mismo financió la mayor parte de la expedición.

## Biografía
El apellido Santángel pertenece a una serie de familias judeoconversas que vivieron en la Corona de Aragón durante el siglo XV, la mayoría cambiaron de religión tras la Disputa de Tortosa (1413-1414). Sin embargo, el lugar de origen es más controvertido; según el Libro Verde de Aragón, su origen se remontaría a la familia Chinillo (apellido judío que cambiaron por Santángel) de Calatayud, hay investigaciones no confirmadas que apuntan a que su nacimiento podría haber sido en Daroca. Sin embargo, él mismo afirma que es «natural de la ciutat de Valencia». En 1478, contrajo matrimonio con Juana de Taranau, con quien tuvo a sus tres hijos: Luisa, casada con Ángel de Villanueva, futuro virrey de Cerdeña, Fernando, Jerónimo y Alfonso.
En su actividad profesional, Luis de Santángel actuó como un hombre de confianza de la Corona. En 1453, el rey Juan II de Aragón permitió a Santángel dedicarse a la importación de cereales a Valencia, un producto que alcanzaba altos precios en tiempos de escasez. Asimismo, en 1475, Juan II le nombró receptor de las rentas y pecunias del Patrimonio Real en Valencia. Tres años más tarde, entró a trabajar como contino, cargo que ocupó hasta su muerte; siendo sucedido por su hermano Jaime. Luego, en 1479, Fernando el Católico le concedió una alcaldía de la casa de la moneda de Valencia. El 13 de septiembre de 1481 fue nombrado escribano de ración por el rey Fernando el Católico sustituyendo a Gaspar Maymó, cuya salud le hizo dimitir. Recibía 8000 sueldos barceloneses por este cargo. Este nombramiento obligaba a llevar siempre cuatro libros: en el primero se registraban los nombramientos de los servidores de palacio, en el segundo se inventariaban los bienes de palacio, en el tercero se contaba el gasto diario de la casa real, y en el último se registraba todo albarán y carta de pago. Luis de Santángel era hombre de confianza, tesorero y financiero de Fernando el Católico.
En el año 1476, con la muerte de su padre, Luis de Santángel asumió la jefatura familiar continuando y expandiendo la actividad tradicional de la familia dedicada a los negocios. Destaca su actividad comercial con la sal, donde continuó ejerciendo el arriendo de las salinas de la Mata (propiedad de la Corona) y exportando la sal por vía marítima. Otra mercancía destacada con la que comerciaba era el azúcar, una floreciente industria cuyo producto se obtenía de los trapiches valencianos. Sus principales socios eran las grandes familias genovesas o familias conversas de origen judío. Su actividad la desarrollaba en dos centros principales Valencia y Sevilla. Estos mercaderes comerciaban sus productos siguiendo la ruta Italia-Flandes. Además, fue arrendador de numerosos derechos aduaneros en el Reino de Valencia.
Luis de Santángel también realizó numerosos trabajos para la Corona española en Castilla donde actuó como financiero de la alta sociedad durante el reinado de los Reyes Católicos. Luis de Santángel fue gestor de los fondos de la Santa Hermandad en Castilla, junto con el genovés Francisco Pinelo (socio de Santángel y residente en Valencia como agente de la banca genovesa hasta 1478), lo cual le dio un amplio conocimiento de la administración de la Corona de Castilla. También mantuvo estrechas relaciones con Alfonso Sánchez y Gabriel Sánchez, el tesorero del rey Fernando y amigo de Santángel; ambos hermanos eran procedentes de una familia conversa de origen judío aragonés. Por otra parte, Santángel fue integrante del equipo financiero de fray Hernando de Talavera, confesor y consejero personal de Isabel la Católica, entablando una excelente relación personal con el religioso. En el año 1496, Santángel fue el encargado de dirigir y certificar la boda entre Juana y Felipe el Hermoso. Toda esta actividad en la corte española muestra la confianza de los reyes en este ingenioso y versátil servidor.

### Cristóbal Colón
Fue determinante para la consecución de la expedición de Cristóbal Colón, al que se cree que conoció en 1486. En enero de 1492 Colón, tras entrevistarse con los Reyes Católicos y no lograr convencerles de aceptar su proyecto, decidió marchar a Francia para ofrecer sus servicios a su monarca. En ese momento Santángel, fue a hablar con la reina Isabel para que reconsiderase la oferta de Colón con estas razones:

Siendo ya entrado el mes de Enero de 1492, el mismo día que el Almirante salió de Santa Fe, disgustando su partida, entre otros, a Luis de Santángel, de quien arriba hemos hecho mención, anheloso éste de algún remedio, se presentó a la Reina, y con palabras que el deseo le suministraba para persuadirla, y al mismo tiempo reprenderla, le dijo, que él se maravillaba mucho de ver que siendo siempre Su Alteza de ánimo presto para todo negocio grave e importante, le faltase ahora para emprender otro en el cual poco se aventuraba, y del que tanto servicio a Dios y a exaltación de su Iglesia, podía resultar, no sin grandísimo acrecentamiento y gloria de sus reinos y estados; y tal, finalmente, que si algún otro príncipe consiguiera lo que ofrecía el Almirante, era claro el daño que a su estado vendría; y que, en tal caso, de sus amigos y servidores sería con justa causa gravemente reprendida y censurada de sus enemigos. Por lo cual, todos dirían después, que le estaba bien merecida tan mala suerte; que ella misma se apenaría, y sus sucesores sentirían justo dolor.

Ante estas palabras de Santángel, la reina agradeció su buen consejo y mandó buscar y traer de vuelta a Cristóbal Colón. Tras conseguir que los reyes volvieran a escuchar al navegante y ofreciéndose él mismo para financiar el proyecto, propició que los monarcas aceptaran las pretenciosas condiciones impuestas por el futuro almirante en las Capitulaciones de Santa Fe. Así, asumió la dirección económica de la empresa, asegurando la parte que correspondía aportar a la Corona de su fortuna personal y sin intereses: 1 140 000 maravedíes.

Y porque los reyes no tenían dineros para despachar a Colón, les prestó Luis Santángel, su escribano de Ración, seis cuentos de maravedíes, que son en cuenta más gruesa diez y seis mil ducados.

... tomaron prestados los reyes al cavallero valenciano Luis Santangel, escrivano de Ración de la Corona de Aragón.

Colón guardó mucho aprecio al valenciano, siendo Santángel el primero a quien contó el éxito de su viaje, así como las cosas que había visto. Lo hizo mediante una carta que inició Colón el 15 de febrero en las Islas Terceras y concluyó en el puerto de Lisboa el 4 de marzo de 1493, conservada en Simancas. 
El préstamo de Santángel se canceló con rentas castellanas, siguiendo la línea marcada por los monarcas de excluir en gran parte a la Corona aragonesa de la gestión de los asuntos relativos al Nuevo Mundo. Así podemos leer en el libro de cuentas de García Martínez y Pedro Montemayor, que se encuentra en el Archivo de Simancas, cómo Alonso de las Cabezas (tesorero de la Cruzada en el Obispo de Badajoz):

... el cuento ciento cuarenta mil maravedíes restantes para pagar al dicho escribano de ración en cuenta de otro tanto que prestó para la paga de las carabelas que Sus Altezas mandaron ir de avanzada a las Indias, e para pagar a Cristóbal Colón que va en dicha Armada.

Sin embargo, su posición y el hecho de ser nieto de judío converso, lo hizo blanco de muchos intentos por deshacerse de él. El Rey le consideraba fundamental y asumió su protección frente a la Inquisición. Así, el 30 de mayo de 1497 obtuvo de Isabel y Fernando un privilegio excepcional: estatutos de limpieza de sangre. De esta forma y pese a sus orígenes, ni él ni sus descendientes podrían ser llevados en adelante a los tribunales del Santo Oficio.
Acompañando a los reyes que habían decidido pasar el invierno en Alcalá de Henares enfermó y murió en esta localidad en febrero de 1498. En su testamento pidió ser enterrado en el Real Monasterio de la Trinidad de Valencia el cual alberga la cripta de la familia Santángel.